# Philip Boyd
Philip Ewing „Phil” Boyd (ur. 5 czerwca 1876 w Toronto, zm. 16 listopada 1967 tamże) – kanadyjski wioślarz, srebrny medalista olimpijski.
Wystąpił na igrzyskach olimpijskich w Saint Louis w 1904 roku, gdzie kanadyjska osada Toronto Argonauts w składzie: Arthur Bailey, John Rice, George Reiffenstein, Philip Boyd, George Strange, William Wadsworth, Donald MacKenzie, Joseph Wright i Thomas Loudon zdobyła srebrny medal w ósemkach. Do złotych medalistów, Amerykanów z Vesper Boat Club, Kanadyjczycy stracili trzy długości łódki. Startowały tylko dwie drużyny. Na rozgrywanych osiem lat później igrzyskach olimpijskich w Sztokholmie odpadł pierwszej rundzie rywalizacji w ósemkach.
Poza wioślarstwem był również rugbystą. Z zawodu był księgowym.